# Ateca
Ateca település Spanyolországban,  Zaragoza tartományban. Ateca Bubierca, Calatayud, Carenas, Castejón de las Armas, Cervera de la Cañada, Embid de Ariza, Moros, Munébrega, Terrer, Valtorres, Villalengua és La Vilueña községekkel határos. Lakosainak száma 1732 fő (2024).

## Népesség
A település lakosságának változását az alábbi diagram mutatja:
| Lakosok száma | 2001 | 2044 | 2068 | 2113 | 2099 | 2019 | 1825 | 1762 | 1690 | 1732 |
|               | 2001 | 2004 | 2007 | 2009 | 2012 | 2014 | 2017 | 2019 | 2022 | 2024 |